# Кукушкин, Михаил Иванович
Михаи́л Ива́нович Куку́шкин (5 октября 1933, д. Алёшино, Тонкинский район, Нижегородский край — 19 июля 2017, Екатеринбург) — советский и российский учёный-правовед, доктор юридических наук, профессор, ректор Уральской государственной юридической академии (1986—2001).

## Биография
Окончил Калининградское пограничное училище (1955); служил в должности заместителя начальника, затем — начальника пограничной заставы.
Окончил Свердловский юридический институт (1964). Кандидат юридических наук (1969, тема диссертации «Сочетание интернационального и национального в организации и деятельности местных Советов депутатов трудящихся»); доктор юридических наук (1984, тема диссертации «Представительные органы государственной власти МНР в механизме народовластия»).
С 1965 года работал в Свердловском юридическом институте (ныне — Уральский государственный юридический университет): преподаватель, аспирант (1967—1969), доцент, профессор (с 1986). В 1986—2001 годах — ректор; с 2001 года — профессор кафедры конституционного права, позднее — почётный профессор УрГЮУ.
В 1989—1993 годах был заместителем председателя Центральной избирательной комиссии по выборам народных депутатов РСФСР. В октябре — декабре 1993 — председатель избирательной комиссии по выборам депутатов Совета Федерации по 66-му Свердловскому избирательному округу, в январе — апреле 1994 года — председатель избирательной комиссии по выборам Свердловской областной думы. При создании в мае 1994 года постоянно действующей избирательной комиссии Свердловской области Кукушкин был утверждён её председателем; ушёл с должности весной 1995 года, незадолго до начала кампании по выборам губернатора Свердловской области.
Скончался 19 июля 2017 года. Похоронен на Широкореченском кладбище Екатеринбурга на почётной секции.

## Труды
Автор 130 научных работ, в том числе 4 монографий, 3 учебных пособий, нескольких брошюр. Среди них:
- СССР — воплощение принципов ленинской национальной политики: Методические рекомендации пропагандистам, политинформаторам, лекторам, преподавателям обществ. наук. — Свердловск: Б. и., 1982. — 30 с.
- Проблемы социалистического народовластия: Пособие по спецкурсу. — Свердловск: СЮИ, 1982. — 110 с.
- Представительные органы государственной власти МНР в механизме народовластия. — Иркутск: Издательство Иркутского университета, 1984. — 216 с.

Часть работ опубликована в Монголии, где М.И. Кукушкин, в частности, участвовал в подготовке учебника «Основы государства и права МНР».
Ответственный соредактор 3 учебников по конституционному праву Российской Федерации.

## Награды и звания
- Орден Почёта (10 декабря 1998);
- Орден Дружбы (22 сентября 2006)[2];
- Заслуженный юрист Российской Федерации (30 января 1995) — за заслуги в укреплении законности и многолетнюю добросовестную работу
- 8 медалей, в том числе медаль МНР;
- Почётная Грамота Президиума Верховного Совета РСФСР (1 июля 1991);
- Почётный работник высшего профессионального образования Российской Федерации;
- Почётный сотрудник МВД;
- Почётный работник прокуратуры Российской Федерации.